# Mick Buxton
Michael James Buxton, detto Mick (Corbridge, 29 maggio 1943), è un allenatore di calcio ed ex calciatore inglese, di ruolo difensore.

## Carriera

### Giocatore
Cresciuto nelle giovanili del Burnley, viene aggregato alla prima squadra dei Clarets, militanti nella prima divisione inglese, nel 1962, all'età di 19 anni; fa il suo esordio tra i professionisti il 2 aprile 1963, nella vittoria casalinga per 1-0 sul Blackburn; nella stagione 1963-1964 gioca invece 3 partite di campionato, a cui ne aggiunge ulteriori 4 nella stagione 1964-1965 e 3 nella stagione 1965-1966. La sua stagione più prolifica in termini di presenze in campionato è invece la stagione 1966-1967, in cui gioca 6 partite, a cui ne aggiunge 2 nella stagione 1967-1968, la sua quinta ed ultima nel club, con cui in cinque stagioni e mezzo ha giocato in totale 18 partite nella prima divisione inglese.
Nella seconda metà della stagione 1967-1968 e successivamente dal 1968 al 1971 è contemporaneamente collaboratore tecnico e giocatore dell'Halifax Town in quarta (fino al 1969) e poi in terza (dal 1969 al 1971) divisione: la sua carriera da giocatore con gli Shaymen è però tormentata dagli infortuni, dal momento che si rompe per ben due volte la tibia giocando in totale solo 35 partite di campionato e ritirandosi nel 1971, all'età di 28 anni.
In carriera ha giocato 53 partite nei campionati della Football League.

### Allenatore
Dopo il doppio ruolo all'Halifax Town, nel 1971 diventa collaboratore tecnico del Southend Utd, dove rimane fino al 1977 quando passa a ricoprire un ruolo analogo all'Huddersfield Town in quarta divisione; nel corso della stagione diventa poi allenatore ad interim dei Terriers, che successivamente lo confermano in pianta stabile nel ruolo. Sotto la sua guida tecnica il club vince la Fourth Division 1979-1980 tornando così dopo sei stagioni in terza divisione: la permanenza in questa categoria dura tre stagioni, ovvero fino alla promozione in seconda divisione conquistata al termine della stagione 1982-1983. Tra il 1983 ed il 1986 conquista poi tre salvezze tranquille in questa categoria, con un dodicesimo, un tredicesimo ed un sedicesimo posto in classifica; il 23 dicembre 1986, con la squadra coinvolta nella lotta per non retrocedere, viene esonerato e sostituito in panchina da Steve Smith.
Dopo alcuni mesi di inattività torna in panchina nella stagione 1987-1988 alla guida dello Scunthorpe Utd, in quarta divisione: rimane agli Irons fino al 31 gennaio 1991 con un bilancio di 81 vittorie, 65 pareggi e 64 sconfitte in 200 partite di campionato allenate con il club, con cui conquista due quarti posti consecutivi dal 1987 al 1989 ed un ottavo posto nella stagione 1989-1990. Nella stagione 1992-1993, dopo un'annata trascorsa come collaboratore tecnico in prima divisione al Wimbledon FC, torna all'Huddersfield Town, in terza divisione, per fare per una stagione il vice di Ian Ross; il 26 novembre 1993 viene ingaggiato dal Sunderland, in seconda divisione: rimane in carica sulla panchina dei Black Cats fino al 29 marzo 1995, con un bilancio di 25 vittorie, 24 pareggi e 27 sconfitte in 76 partite di campionato allenate. Torna poi allo Scunthorpe United, in quarta divisione, con cui nella stagione 1996-1997 raccoglie 45 punti in 36 partite di campionato allenate venendo poi esonerato.

## Palmarès

### Allenatore

#### Competizioni nazionali
- Campionato inglese di quarta divisione: 1

Huddersfield Town: 1979-1980